# William Haggas
William Haggas est un entraineur de chevaux de courses de galop britannique. Gendre du jockey Lester Pigott, il a notamment entrainé Baaeed, Shaamit ou encore One Master,,,,.

## Biographie
Né en 1960, William Haggas travaille dans l'entreprise de textile de son père. S'orientant vers le monde des courses hippiques, il obtient une licence d'entraîneur à Newmarket en remporte sa première course en 1987. Remportant comme premier groupe I le Derby d'Epsom avec Shaamit en 1996, il devient ensuite l'un des entraineurs majeurs en Angleterre.

## Palmarès
Royaume-Uni
- Derby d'Epsom – 1 – Shaamit (1996)
- Oaks d'Epsom – 1 – Dancing Rain (2011)
- Cheveley Park Stakes – 1 – Rosdhu Queen (2012)
- Eclipse Stakes – 1 – Mukhadram (2014)
- Racing Post Trophy – 1 – Rivet (2016)
- Yorkshire Oaks – 1 – Sea of Class (2018)
- Champion Stakes – 1 – Addeybb (2020)
- Queen Elizabeth II Stakes – 1 – Baaeed (2021)
- Lockinge Stakes – 1 – Baaeed (2022)
- Queen Anne Stakes – 1 – Baaeed (2022)
- Sussex Stakes – 1 – Baaeed (2022)
- International Stakes – 1 – Baaeed (2022)
- Haydock Sprint Cup – 1 – Montassib (2024)

 France
- Prix de la Forêt – 3 – One Master (2018, 2019, 2020)
- Prix du Moulin de Longchamp – 2 – Aqlaam (2009), Baaeed (2021)
- Prix de Royallieu – 2 – Sea La Rosa (2022), Sea Silk Road (2023)
- Prix Maurice de Gheest – 1 – King's Apostle (2009)
- Grand Prix de Saint-Cloud – 1 – Dubai Honour (2024)

 Irlande
- Pretty Polly Stakes – 2 – Chorist (2004), Urban Fox (2018)
- Oaks d'Irlande – 1 – Sea of Class (2018)
- Tattersalls Gold Cup – 1 – Alenquer (2022)
- Irish Champion Stakes – 1 – Economics (2024)

 Allemagne
- Preis Der Diana – 1 – Dancing Rain (2011)

 Italie
- Gran Criterium – 1 – Count Dubois (2000)

 Australie
- Queen Elizabeth Stakes – 3 –  Addeybb (2020, 2021), Dubai Honour (2023)
- Ranvet Stakes – 2 – Addeybb (2020), Dubai Honour (2023)